# القنادس الغاضبة
القنادس الغاضبة (بالإنجليزية: The Angry Beavers) هو مسلسل رسوم متحركة أمريكي / كندي من إنتاج ميتش شاور لصالح قناة نيكلوديون وتيل تون. وتدور أحداث المسلسل حول داجيت ونوربرت بيفر، وهما شقيقان من القنادس الشباب تركا وطنهم إلى غابة قرب مدينة خيالية في أوريغون. عرضت الحلقة الأولى في الولايات المتحدة في 19 أبريل 1997. بدأت عرض المسلسل على قناة نيكلوديون كندا عندما افتتحت في 2 نوفمبر 2009. كما عرضت في فقرة برامج التسعينات على تين نيك في الولايات المتحدة. كما تم إصدار السلسلة الكاملة على دي في دي.

## روابط خارجية
- القنادس الغاضبة على موقع IMDb (الإنجليزية)
- القنادس الغاضبة على موقع ميتاكريتيك (الإنجليزية)
- القنادس الغاضبة على موقع روتن توميتوز (الإنجليزية)
- القنادس الغاضبة على موقع كينوبويسك (الروسية)
- القنادس الغاضبة على موقع قاعدة بيانات الفيلم (الإنجليزية)